# Bulbophyllum schimperianum
Bulbophyllum schimperianum là một loài phong lan thuộc chi Bulbophyllum.